# Liste der Einträge in das National Register of Historic Places im Torrance County
Diese Liste der Einträge im National Register of Historic Places im Torrance County enthält alle im Torrance County, New Mexico in das National Register of Historic Places eingetragenen Gebäude, Bauwerke, Objekte, Stätten oder historischen Distrikte.
Diese Liste entspricht dem Bearbeitungsstand des National Park Service/National Register of Historic Places vom 25. Oktober 2024.

## Legende
| NRHP | Historic Place                      |
| NHL  | National Historic Landmark          |
| NHLD | National Historic Landmark District |
| HD   | National Historic District          |

## Aktuelle Einträge
| [ 2 ] | Name                                      | Bild                             | Eintragsdatum                  | Lage | Ort                 | Beschreibung |
| ----- | ----------------------------------------- | -------------------------------- | ------------------------------ | --- | ------------------- | ------------ |
| 1     | Abo                                       | weitere Bilder                   | 15. Okt. 1966 ID-Nr. 66000497  | westlich von Abo, an der U.S. Route 60 in New Mexico 34° 26′ 56″ N, 106° 22′ 17″ W                             | Abo                 |              |
| 2     | Duran Historic District                   |                                  | 21. Jan. 2021 ID-Nr. 100005733 | zwischen der New Mexico State Route 3, Vidal und East Street und Park Avenue 34° 28′ 11,3″ N, 105° 23′ 46,3″ W | Duran               |              |
| 3     | Gran Quivera Historic District            | weitere Bilder                   | 15. Juni 2015 ID-Nr. 15000355  | entlang der New Mexico State Route 55, südlich von Mountainair 34° 15′ 55,4″ N, 106° 6′ 8,6″ W                 | Mountainair, Vorort |              |
| 4     | Greene Evans Garage                       | Greene Evans Garage              | 22. Nov. 1993 ID-Nr. 93001211  | nordwestliche Straßenecke von Broadway mit der ehemaligen U.S. Route 66 35° 0′ 19,1″ N, 106° 3′ 0″ W           | Moriarty            |              |
| 5     | Moriarty Eclipse Windmill                 | Moriarty Eclipse Windmill        | 4. Juni 1979 ID-Nr. 79001561   | westlich von Moriarty, in der Nähe der New Mexico State Road 222 34° 59′ 48″ N, 106° 4′ 55″ W                  | Moriarty            |              |
| 6     | Mountainair Municipal Auditorium          | Mountainair Municipal Auditorium | 30. Apr. 1987 ID-Nr. 87000651  | südwestliche Straßenecke der Roosevelt Avenue und der Beal Street 34° 31′ 16″ N, 106° 14′ 34,1″ W              | Mountainair         |              |
| 7     | Quarai                                    | weitere Bilder                   | 15. Okt. 1966 ID-Nr. 66000498  | südlich von Punta de Agua 34° 35′ 44,9″ N, 106° 17′ 42″ W                                                      | Punta de Agua       |              |
| 8     | Rancho Bonito                             | Rancho Bonito                    | 29. Nov. 1978 ID-Nr. 78001834  | südlich von Mountainair, an der Gran Quivera Road 34° 30′ 23″ N, 106° 14′ 21,1″ W                              | Mountainair         |              |
| 9     | Salinas Pueblo Missions National Monument | weitere Bilder                   | 15. Okt. 1966 ID-Nr. 66000494  | östlich von Gran Quivira, an der New Mexico State Road 10 34° 15′ 34,9″ N, 106° 5′ 25,1″ W                     | Mountainair         |              |
| 10    | Shaffer Hotel                             | Shaffer Hotel                    | 15. Nov. 1978 ID-Nr. 78003077  | Broadway Street 34° 31′ 8″ N, 106° 14′ 30,8″ W                                                                 | Mountainair         |              |
| 11    | Willard Mercantile Company                | Willard Mercantile Company       | 14. Dez. 2018 ID-Nr. 100003219 | 101 E. Broadway 34° 31′ 13,4″ N, 106° 14′ 23,6″ W                                                              | Mountainair         |              |